# Jan Sokol (Philosoph)

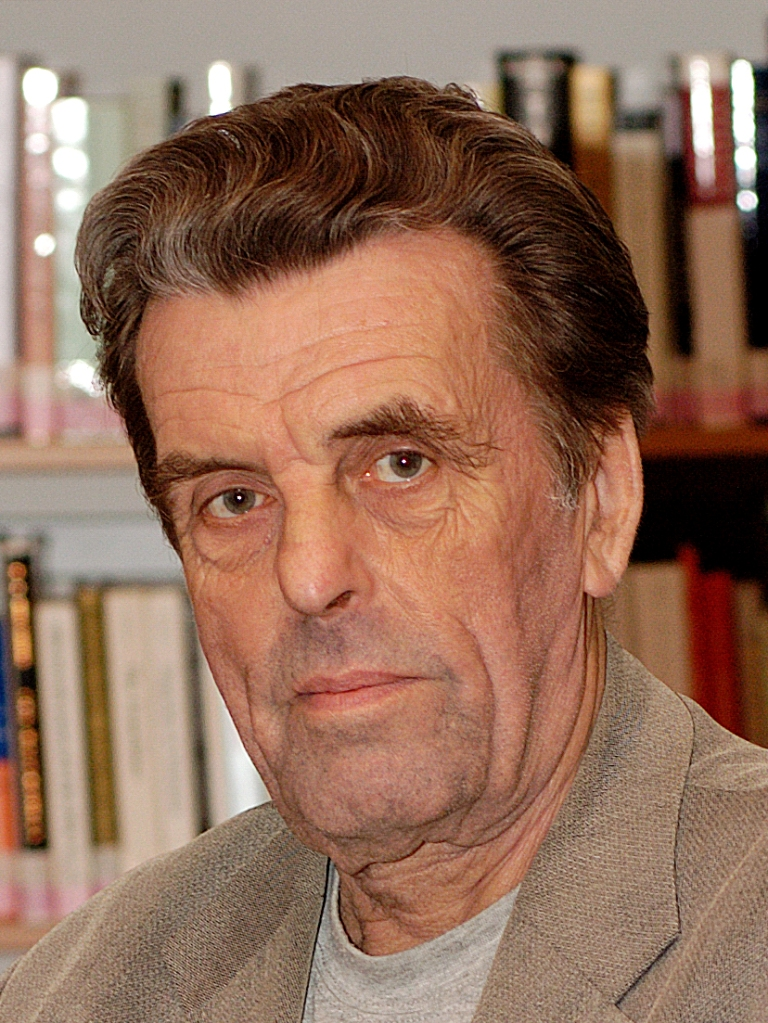
Jan Sokol (2007)

Jan Sokol (* 18. April 1936 in Prag; † 16. Februar 2021 in Prag) war ein tschechischer Mathematiker, Philosoph, Hochschullehrer und Politiker (Občanské hnutí, später parteilos). In der Tschechoslowakei engagierte er sich in der Bürgerrechtsbewegung, war Erstunterzeichner der Charta 77 und Mitglied des Bürgerforums. Von 1990 bis 1992 war er Mitglied der Föderalversammlung der ČSFR, von Januar bis Juni 1998 tschechischer Minister für Schulwesen. Ab 2000 war Sokol Professor der Philosophie und Dekan der Geisteswissenschaftlichen Fakultät der Prager Karls-Universität.

## Leben
Sokol wuchs in einer katholischen Familie auf, beide Eltern waren studierte Kunsthistoriker, der Vater lehrte als Professor an der Prager Architekturhochschule. Unter dem kommunistischen Regime wurde Jan Sokol der Besuch einer weiterführenden Schule und damit der Universitätszugang zunächst verweigert. Deshalb absolvierte er eine Goldschmiedelehre und arbeitete als Präzisionsmechaniker. Auf der Abendschule holte er 1958 die Matura nach und absolvierte von 1963 bis 1967 ein Fernstudium der Mathematik an der Prager Karls-Universität.
Sokol war ab 1961 verheiratet mit Františka Patočková, der Tochter des Philosophen Jan Patočka, mit der er eine Tochter und zwei Söhne hatte.
Als einer der Erstunterzeichner der Charta 77 war er auch in der Zeit vor der politischen Wende in verschiedenen Bürgerbewegungen aktiv und publizierte Samizdats (inoffiziell vervielfältigte Schriften). Ab 1990 war er Redaktionsmitglied der Monatszeitschrift Přítomnost, von 1992 bis 1993 fungierte er als deren Herausgeber. Zudem war er Mitglied des tschechischen PEN-Clubs. Ab 2007 war er als Autor der tschechischsprachigen Wikipedia tätig, wo er rund 3000 Beiträge in den Themenbereichen Philosophie, Religion, Geschichte und Technik verfasste.

## Sokol als Wissenschaftler
Von 1964 bis 1990 arbeitete Sokol als Programmierer, später als leitender Wissenschaftler am Forschungsinstitut für mathematische Maschinen (VÚMS) in Prag, wo er Betriebssysteme entwickelte. Durch seinen Schwiegervater Jan Patočka kam er in den 1960er-Jahren – ohne formales Studium in diesem Bereich – mit der Philosophie in Kontakt. Sokol arbeitete von 1965 bis 1979 an einer ökumenischen Bibelübersetzung ins Tschechische mit, übersetzte philosophische Bücher und veröffentlichte in Zeitschriften. In den 1970er-Jahren leitete er verschiedene „Wohnungsseminare“ (bytové semináře), d. h. privat abgehaltene Bildungstreffen, darunter von 1973 bis 1982 ein Seminar über Friedrich Nietzsche.
Ab 1991 lehrte er an der Pädagogischen und Philosophischen Fakultät der Karls-Universität Philosophie, Anthropologie und Religionswissenschaft. Er erhielt 1993 den Diplomgrad in Allgemeiner Anthropologie, 1994 den Titel Kandidat der Wissenschaften (CSc.), 1995 promovierte er mit der Arbeit „Eine kleine Philosophie des Menschen“. Zwei Jahre später habilitierte er sich mit einer Schrift über „Zeit und Rhythmus“. Im Jahr 2000 wurde Sokol zum Professor der Philosophie an der Karls-Universität ernannt. Im selben Jahr wurde er Dekan der neugegründeten Fakulta humanitních studií (Fakultät für Geisteswissenschaften), dieses Amt hatte er bis 2007 inne.
Studien- und Lehraufenthalte absolvierte er an den Universitäten Heidelberg und Pennsylvania sowie 2008 als Senior Fellow an der Harvard University.

## Politisches Wirken
Während der Samtenen Revolution im November 1989 schloss sich Sokol dem tschechischen Bürgerforum (Občanské fórum) an. Im Juni 1990 wurde er als Abgeordneter in die Nationenkammer des Tschechoslowakischen Parlaments gewählt. Er war Fraktionsvorsitzender des Bürgerforums (der größten Fraktion in der Nationenkammer), stellvertretender Vorsitzender der Nationenkammer und Vorsitzender der Parlamentarischen Delegation im Europäischen Parlament. Nach dem Auseinanderbrechen des Bürgerforums 1991 gehörte er der Bürgerbewegung Občanské hnutí an und war ihr stellvertretender Vorsitzender. Bei den Wahlen im Juni 1992 scheiterte die Liberale Partei an der Fünf-Prozent-Hürde, wodurch Sokol aus dem Parlament ausschied. Bei der tschechoslowakischen Präsidentenwahl 1992 nominierte die sozialdemokratische ČSSD nach dem Rückzug des amtierenden Präsidenten Václav Havel und mehreren gescheiterten Wahlgängen Sokol, der jedoch auf die Kandidatur verzichtete. Das Präsidentenamt blieb schließlich bis zur Auflösung der Tschechoslowakei zum Jahreswechsel 1992/93 vakant. Sokol zog sich zunächst aus der Politik zurück, um sich seiner Lehrtätigkeit zu widmen. Er blieb jedoch Mitglied der Bürgerbewegung, die sich 1993 in Svobodní demokraté (Freie Demokraten) umbenannte. Wegen der Fusion mit der Liberální strana národně sociální (LSNS; „Liberale National-Soziale Partei“) Ende 1995 trat Sokol aus der Partei aus.
Bei der Wahl zum tschechischen Senat 1996 bewarb er sich als Parteiloser, nominiert von der christdemokratischen KDU-ČSL, um den Sitz von Prag 12. Mit 12,9 % der Stimmen kam er auf den dritten Platz und schied im ersten Wahlgang aus. Er wurde 1997 Berater des damaligen Ministers für Schulwesen, Ivan Pilip (ODS). Im ersten Halbjahr des Jahres 1998 war er selbst parteifreier Minister für Schulwesen, Jugend und Körpererziehung in der Übergangsregierung von Premier Josef Tošovský. Während seiner Amtszeit wurde ein neues Hochschulgesetz beschlossen, an dem Sokol maßgeblichen Anteil hatte. Von 1998 bis 2002 war er stellvertretender Ratsvorsitzender des International Bureau of Education der UNESCO in Genf. Nach seiner Amtszeit als Minister fungierte er bis 2011 erneut als Berater der jeweiligen Schulminister.
Als parteiloser Kandidat, nominiert von der damaligen Regierungskoalition aus ČSSD, KDU-ČSL und US-DEU, trat er auch am 28. Februar 2003 in der dritten Runde der damals vom tschechischen Parlament durchgeführten Wahlen für das Amt des Staatspräsidenten an. Es siegte jedoch der Kandidat der ODS Václav Klaus.

## Auszeichnung
Im Jahr 2007 zeichnete ihn die Französische Republik als Offizier der Ehrenlegion aus.

## Veröffentlichungen

### Tschechisch
- Etika, život, instituce (Ethik, Leben, Institutionen), Vyšehrad, 2. Aufl. 2014.
- Moc, peníze a právo (Macht, Geld und Recht), Aleš Čeněk, Plzeň 2007.
- Malá filosofie člověka (Kleine Philosophie des Menschen), Vyšehrad, 5. Aufl. Praha 2007.
- Čas a rytmus (Zeit und Rhythmus), 2. Aufl. Oikumene, Praha 2004.
- Člověk a náboženství (Mensch und Religion), Portál, Praha 2004.
- Filozofická antropologie (Philosophische Anthropologie), Portál, Praha 2002.
- Antropologie a etika (Anthropologie und Ethik), Triton, Praha 2003.

### Deutsch
- Philosophie als Verpflichtung. Hrsg. von O. Skripnik u. U. Arnswald. Manutius, Heidelberg 2014. ISBN 978-3-944512-02-0.
- Mensch und Religion. Ursprünge – Wege – Orientierungen. Karl Alber, Freiburg / München 2007. ISBN 978-3-495-48264-3.
- Nachbarschaft – Nähe und Abgrenzung aus anthropologischer Sicht. In: Theologie der Gegenwart, Erfurt, Vol. 50 (2007)/3, S. 162–171. ISSN 0342-1457
- Eine Ethik für alle Menschen? In: Schmidinger – Hoff (Hrsg.), Ethik im Brennpunkt. Tyrolia, Innsbruck 2005, S. 181–200. ISBN 3-7022-2710-5.
- Europa spricht. Sprachenvielfalt und Politik. In: Osteuropa 5–6/2004, Berlin, S. 276–283. ISSN 0030-6428
- Was ist Geld? In: Zeitschrift für Wirtschafts- und Unternehmensethik 5/2 (2004), S. 176–185. ISSN 1439-880X
- Leben als Bewegung. Jan Patočka und die Philosophie der Erziehung. In: Jahrbuch fuer Bildungs- und Erziehungsphilosophie, 3 (2000), S. 223–229. Schneider Hohengehren, ISBN 3-89676-328-8.
- Was ist Geld? In: M. T. Vogt (Hrsg.), Kulturen in Begegnung. Wrocław – Görlitz 2004. ISBN 83-7432-018-4. S. 189–198.
- Der zweifache Schöpfungsbericht als hermeneutischer Schlüssel. In: Pokorný, P. (Hrsg.): Philosophical Hermeneutics and Biblical Exegesis. Tübingen 2002, ISBN 3-16-147894-0, S. 238–244.
- Die dreifache Verantwortung der Universität. In R. Gepp u. a. (Hrsg.), Bildung zwischen Luxus und Notwendigkeit. Wien : LIT-Verlag Wien, 2006. P. 21–27. Schriftenreihe der WA. Bd. 1. ISBN 3-8258-9360-X.

### Englisch
- Thinking about Ordinary Things. Prag, Karolinum 2013. ISBN 978-80-246-2229-3.
- Ethics, life and institutions. Prag, Karolinum 2016. 258 S. ISBN 978-80-246-3429-6.
- Europe speaks. Linguistic Diversity and Politics. In: Angelaki: Journal of Theoretical Humanities. Vol. 15/3, 2010, p. 185–193. ISSN 1469-2899 (electronic) 0969-725X (paper)
- What does freedom look like? In: Int. J. Prenatal and perinatal psychology and medicine, Stockholm. Vol. 17, 1/2 (2005), p. 181–187. ISSN 0943-5417
- An Address from Elsewhere (The Message of Lévinas). In: Philosophy Today, Chicago, 43/2 (1999), p. 143–150. ISSN 0031-8256
- The Two Faces of Time. In: European Review, Vol. 9, No. 1, p. 11–18 (2001). ISSN 1062-7987
- The market as a place of rules. In: M. T. Vogt (Hrsg.), Kulturen in Begegnung. Wrocław – Görlitz 2004. ISBN 83-7432-018-4. S. 239–243.
- Language and experience. In: Dynamic structure. Language as an open system. Prague : Litteraria pragensia, 2007. p. 27–35. ISBN 80-7308-139-3.

### Französisch
- L’obligation et la vie. In: Pouvoir et vie. Actes UEE de Nice. Cluj : Idea Design & Print, Editura, 2004. p. 117–125. ISBN 973-7913-27-2.
- Jan Patocka et la Charte 77. La nouvelle alternative, Paris, 22, 1, od s. 29–34, 5 s. ISSN 0242-5726. 2008.
- Les règles: conditions de la liberté concrete. In: Philosophie de l’action. Cluj 2005, ISBN 973-7913-43-4, p. 173–181.
- Novotný, K. – Sokol, J.: Jan Patočka, penseur d’une dissidence philosophique et politique. In: Delsol – Maslowski – Nowicki (eds.): Dissidences. PUF Paris 2005. ISBN 2-13-054334-0. P. 15–34.
- D’où vient l’idée de l’obligation morale? In: Quelle conception de l’homme aujourd’hui? Zuerich 2003. ISBN 3-908544-50-5. P. 119–130.
- La pensée européenne de Jan Patočka. In: Delsol – Maslowski (Hrsg.): Histoire des idées politiques de l’Europe centrale, p. 496–510. PUF Paris 1998. ISBN 2-13-049071-9.

### Andere Sprachen
- Zijn mensenrechten natuurlijk? Filosofie en Praktijk, Budel (NL) : Damon, 28/2007, 4, p. 43–53, ISSN 0167-2444. 2007.